# Chiuppano
Chiuppano é uma comuna italiana da região do Vêneto, província de Vicenza, com cerca de 2.559 habitantes. Estende-se por uma área de 4 km², tendo uma densidade populacional de 640 hab/km². Faz fronteira com Caltrano, Calvene, Carrè, Lugo di Vicenza, Piovene Rocchette.

## Demografia
| Variação demográfica do município entre 1861 e 2011                               |
|                                                                                   |
| Fonte: Istituto Nazionale di Statistica (ISTAT) - Elaboração gráfica da Wikipedia |